# 沖大東島
24°27′57″N 131°11′23″E / 24.46583°N 131.18972°E
沖大東島（日语：／ Okidaito-jima），別名Rasa島（ラサ島）為琉球群島大東群島中的島嶼，行政劃分上屬於日本沖繩縣島尻郡北大東村，全島屬於Rasa工業（ラサ工業）之私有土地，且現為美軍的試射場（沖大東島射轟炸場），一般人禁止進入，故無人居住。

## 概要
- 面積：1.147平方公里
- 周長：4.5公里
- 最高點：31.1公尺

位於那霸市的東南約408公里，南大東島南方約150km的太平洋上，為珊瑚礁隆起所形成的島嶼，周圍階為珊瑚礁所包圍，地質與北大東島和南大東島非常相似。
島上大部區域堆積了鳥的糞便，在與珊瑚的石灰質反應後成為「磷礦石」。
原本設有有日本帝國海軍的氣象台，已於1945年的空襲中被燒毀。

## 歷史
- 1543年：西班牙人發現大東群島。
- 1900年：日本將沖大東島劃入領土。
- 1906年：於南大東島開墾的玉置半右衛門取得沖大東島15年的無償開墾許可，但實際上並沒有進行開墾。
- 1907年：通產省官員農學博士恆藤規隆到島上進行調查，發現島上有可當作肥料原料的磷礦石可進行開採。
- 1911年：Rasa磷礦石公司（後改名為Rasa工業）成立，開始開採磷礦石，並製作肥料及火藥。
- 1929年：因世界恐慌衝擊而暫停運作。
- 1937年：日本政府將沖大東島轉給Rasa磷礦石公司，該島正式變成私有地。
- 1941年：因太平洋戰爭爆發，再度開始開採磷礦石。
- 1945年：因美軍攻擊逼近，島上工作人員撤出。
- 1956年：沖大東島成為美國海軍的試射場，全島列入美國海軍的管理。
- 1958年：美國海軍開始使用試射場。
- 1972年：沖繩返還，全島被編入沖繩縣島尻郡北大東村。
- 1973年：歸還時，原本島上土地被誤為國有地，經Rasa工業提出申訴，確認為該公司之私有地。

一般推測在二次大戰前的30年間，島上共運出了160萬噸的磷礦石，使得島上原本的地表土幾乎都消失了。開採的磷礦石，皆以貨輪運到到岩手縣宮古市加工。 
開採礦石的工人以來自伊豆諸島為主，最盛時期島上有超過2000人，島上最初並沒有實施市町制的地方自治，由Rasa工業自行治理。1929年時，島上規定只有成年男性可到島上，直到1941年才准許供人攜帶家人前往島上，Rasa工業並在島上建立青年學校。生活用水取自雨水，洗澡則用海水，公司的船隻並進行小規模的捕魚。
太平洋戰爭時，在島上設置了守備隊，不過已在戰爭結束時撤出，成為無人島。

## 現況
與北大東島和南大東島不同，沖繩回歸後隔年，經確認全島仍然屬於Rasa工業的私有土地，並未如南大東島和北大東島的大日本製糖被迫釋出土地。Rasa工業曾有重新開發的計畫，於1980年到島上探勘磷礦石的藏量，估計約還有300萬；計畫開採殘存的磷礦石，同時並設置石油儲備基地。不過因沖大東島已成為美軍試射場，以及對磷礦石的殘餘量仍有疑慮，因此取消計畫。
從1957年成為美軍試射場後，島上大部分地區已沒有植被。因為是私有地以及美軍設施，普通人不得任意登陸此島。